# Leon Jessel
Leon Jessel, ou Léon Jessel, né le 22 janvier 1871 et décédé le 4 janvier 1942 est un compositeur allemand d'opérettes et de musique légère. Aujourd'hui, on le connaît surtout comme le compositeur de la marche Parade der Zinnsoldaten (La Parade des soldats de bois (en)). Jessel est un compositeur prolifique qui a écrit des centaines de pièces orchestrales légères, des pièces pour piano, des chansons, des valses, des mazurkas, des marches, des chœurs, et d'autres musiques de salon. Il a obtenu de nombreux succès avec un certain nombre de ses opérettes, en particulier Schwarzwaldmädel (La Fille de la Forêt Noire), qui est encore populaire de nos jours.
Parce que Jessel est juif de naissance (il s'est converti au christianisme à l'âge de 23 ans), avec la montée du nazisme dans les années 1920, il doit arrêter de composer, et ses œuvres, qui étaient très populaires, ont été bannies et presque oubliées.

## Biographie

### Origines et jeunesse
Leon Jessel est né dans la ville allemande de Stettin (Szczecin, actuellement, en Pologne), en 1871. Il est le fils du marchand juif Samuel Jessel et son épouse américaine Mary. Leon se convertit au christianisme en 1894. La même année, il crée sa première opérette Die Brautwerbung (Le Mariage). Il épouse Clara Louise Grunewald en 1896. En 1909, naît leur fille Maria Eva. En 1911, la famille déménage à Berlin. En 1919, son premier mariage se termine par un divorce. En 1921, il épouse sa seconde femme, Anna Gerholdt, de 19 ans sa cadette.

### Carrière
Bien que ses parents, pourtant musiciens, auraient préféré le voir devenir un marchand ou un homme d'affaires, Jessel se dirige très tôt vers la musique et quitte l'école à l'âge de 17 ans. Après avoir étudié avec différents professeurs entre 1888 et 1891, Jessel devient chef d'orchestre, directeur musical, chef de chœur dans de nombreuses villes allemandes. À partir de 1892, il est kapellmeister, notamment à Mülheim an der Ruhr, Freiberg, Kiel, Stettin, Chemnitz et Neustrelitz. Il s'installe finalement à Lübeck, où il chef d'orchestre au théâtre Wilhelm, de 1899-1905. Ensuite, il est devient directeur du Lübeck Liedertafel (chœur masculin). À Lübeck, Jessel compose de nombreuses œuvres chorales, des opérettes et des pièces de caractère.
En 1911, Jessel déménage à Berlin, où il se fait un nom, en 1913, avec son opérette Die beiden Husaren (Les Deux Hussards). Il continue à composer de nombreuses opérettes et des Singspiele, dont la plupart sont créés à Berlin. En 1915, Jessel fonde la GEMA, une société allemande de droits d'auteurs.
Le plus grand succès de Jessel est l'opérette Schwarzwaldmädel (La Fille de la Forêt Noire), dont la première a lieu au Komische Oper de Berlin en août 1917. On compte 900 représentations, et dans les 10 années suivantes, environ 6 000 en Allemagne et à l'étranger. Schwarzwaldmädel a été enregistrée, filmée et télévisée plusieurs fois. Jessel connaît également un grand succès avec son opérette Die Postmeisterin (La maîtresse de poste, 1921). Au total il écrit près de deux douzaines d'opérettes.

### Persécution sous les nazis et mort
Les opérettes de Jessel sont populaires, nationalistes et très allemandes : Schwarzwaldmädel est appréciée de Hitler et Himmler. Sa seconde épouse Anna rejoint le parti nazi en 1932. Jessel est cependant rejeté par les dirigeants nazis à cause de son origine juive, même s'il s'était converti au christianisme en 1894. Ses œuvres sont interdites en 1933.
En 1937, il est forcé de quitter la Reichsmusikkammer. Les enregistrements et la diffusion de ses œuvres sont interdites. En 1941, après une perquisition, une lettre datant de 1939 à son librettiste William Sterk à Vienne est retrouvée : « Je ne peux pas travailler dans une époque où la haine des Juifs menace mon peuple de la destruction, où je ne sais pas quand ce sort horrible frappera également à ma porte ». Le 15 décembre 1941, Jessel est arrêté et livré à la Gestapo de Berlin. Il est torturé par la Gestapo dans un sous-sol du bureau de police de l'Alexanderplatz. Il décède le 4 janvier 1942 à l'Hôpital juif de Berlin.

## Postérité
La composition la plus célèbre de Leon Jessel est la marche rapide Die Parade der Zinnsoldaten, La parade des soldats de bois, connue dans le monde entier et enregistrée de nombreuses fois.
En Grande-Bretagne, la pièce a servi de générique de la série Toytown, basée sur des histoires par SG Hulme Beaman, dans les émissions pour les enfants à la BBC.
La charmante opérette Schwarzwaldmädel (La Fille de la Forêt Noire)) demeure l'une des opérettes les plus populaires en Allemagne. Elle est régulièrement représentées et à plusieurs reprises enregistrée, filmée et télévisée.

## Principales œuvres
- piano Die Parade der ZinnsoldatenDie Brautwerbung (1894, Celle)
- Kruschke am Nordpol (1896, Kiel)
- Die beiden Husaren (1913, Berlin)
- Wer zuletzt lacht (1913, Berlin)
- Schwarzwaldmädel (1917,Berlin)
- Ein modernes Mädel (1918, Munich)
- Ohne Männer kein Vergnügen (1918, Berlin)
- Die närrische Liebe (1919, Berlin)
- Verliebte Frauen (1920, Königsberg)
- Schwalbenhochzeit (1921, Berlin)
- Die Postmeisterin (1921, Berlin)
- Das Detektivmädel (1921, Berlin)
- Des Königs Nachbarin (1923, Berlin)
- Der keusche Benjamin (1923 Hamburg)
- Meine Tochter Otto (1924, Berlin)
- Prinzessin Husch (1925, Hamburg)
- Die kleine Studentin (1926, Stettin)
- Mädels, die man liebt (1927, Hamburg)
- Die Luxuskabine (1929, Leipzig)
- Junger Wein (1933, Berlin)
- Die goldene Mühle (1936, Olten)

## Source
- (en) Cet article est partiellement ou en totalité issu de l’article de Wikipédia en anglais intitulé « Leon Jessel » (voir la liste des auteurs).